# خاچیک شیراکیان
خاچیک (خاچاطور) میهرانی شیراکیان (ارمنی: Խաչիկ (Խաչատուր) Միհրանի Շիրակյան؛  زادهٔ ۲۸ ژانویهٔ ۱۹۳۱ - درگذشته ۹ فوریهٔ ۲۰۰۱) موسیقی‌دان و نوازنده کمانچه اهل ارمنستان بود.

## زندگی‌نامه
وی در ۲۸ ژانویهٔ ۱۹۳۱ در ایروان به دنیا آمد و از کالج دولتی موسیقی رومانوس ملیکیان (۱۹۵۷) فارغ‌التحصیل گشت. همچنین برندهٔ جوایزی همچون هنرمند شایسته ارمنستان شوروی شده‌است. وی در ۹ فوریهٔ ۲۰۰۱ در سن ۷۰ سالگی در ایروان درگذشت.